# Zecharia Sitchin
Zecharia Sitchin (russisch Захария Ситчин; * 11. Juli 1920 in Baku, Aserbaidschanische SSR; † 9. Oktober 2010 in New York, USA) war ein US-amerikanischer Sachbuchautor aus dem Bereich der Prä-Astronautik.
Sitchin behauptete in seinen Büchern, dass er durch die Übersetzung von sumerischen Keilschrift-Texten herausgefunden habe, dass in vorgeschichtlicher Zeit außerirdische Intelligenzen, die Anunnaki, die von Nibiru, einem hypothetischen zwölften Planeten, stammen, die Erde kolonisiert und den Menschen als Arbeitssklaven erschaffen hätten. Der Mensch habe im Auftrag dieser Lebensform vor allem Arbeiten in Bergwerken, in denen vor allem Gold abgebaut wurde, verrichten müssen. Die Außerirdischen hätten vor 432.000 Jahren die Erde wegen Umweltproblemen auf ihrem Heimatplaneten aufgesucht, wobei der Landeplatz im Gebiet zwischen Euphrat und Tigris lag. Zudem hätten sich die Anunnaki mit menschlichen Frauen vermischt und vermehrt. Vor 13.000 Jahren schließlich hätte eine große Flut zahllose Menschen getötet, worauf es zu Kriegen zwischen den Menschen und den Außerirdischen gekommen sei.
Zecharia Sitchin veröffentlichte 13 Bücher, die in 25 Sprachen übersetzt wurden.

## Werke (Auswahl)
- Der zwölfte Planet: wann, wo, wie die Astronauten eines anderen Planeten zur Erde kamen und den Homo sapiens schufen. Droemer Knaur, München 1995, ISBN 3-426-77159-4.
- Der kosmische Code: das Wissen der Götter enthüllt; die unglaubliche Wahrheit über die Anunnaki, die der Menschheit kosmische Geheimnisse preisgaben. Kopp Verlag, Rottenburg 2000, ISBN 3-930219-31-X.
- Stufen zum Kosmos – Götter, Mythen, Kulturen, Pyramiden. Ullstein, Frankfurt 1996, ISBN 3-548-35574-9 (deutsche Ausgabe von The stairway to heaven)
- The End of Days: Armageddon and Prophecies of the Return. Harper Collins, New York 2008, ISBN 0-06-123921-6.
- The Wars of Gods and Men. Harper Collins, New York 1985, ISBN 0-380-89585-4.
- ...und die Anunnaki schufen den Menschen. Bettendorf, Essen 1995, ISBN 3-88498-085-8.
- Geheime Orte der Unsterblichkeit. Genehmigte Lizenzausgabe für Weltbild Verlag GmbH, Augsburg 1999, ISBN 3-8289-3399-8.
- Die Kriege der Menschen und Götter. Droemer Knaur, München 1991, ISBN 3-426-04805-1.
- Am Anfang war der Fortschritt. Droemer Knaur, München 1991, ISBN 3-426-04828-0.
- Das erste Zeitalter. Droemer Knaur, München 1994, ISBN 3-426-77108-X.